# 在其香居茶馆里
《在其香居茶馆里》是沙汀所作的一篇短篇讽刺小说，最初在1940年第六卷第四期的《抗战文艺》上发表。故事设定在茶馆这样一个封闭公共空间，反应国民党官场的腐败。

## 情节
镇联保主任方治国上台后胡乱发布新措施，抓了土豪幺吵吵儿子的壮丁，结果幺吵吵将其堵在其香居茶馆中。幺进茶馆，和上层人士俞视学等通气，粗鲁辱骂方治国。方忍无可忍，二人相斗，但压不过幺吵吵。
和幺吵吵关系好的新老爷来了，方治国拉拢他，希望他来摆平。新老爷让幺吵吵出钱买人代儿子从军，方治国不同意。茶馆里爆发力混战，最后幺吵吵的儿子被放了回来。